# Marnie Baizley
Marnie Baizley (* 24. Juli 1975 in Winnipeg) ist eine ehemalige kanadische Squashspielerin.

## Karriere
Marnie Baizley spielte von 1997 bis 2007 auf der WSA World Tour. Ihre höchste Platzierung in der Weltrangliste erreichte sie mit Rang 30 im Juli 1999. Bei den Panamerikanischen Spielen gewann sie 1999 Bronze im Einzel sowie Gold mit der Mannschaft. 2003 gewann sie im Einzel eine weitere Bronzemedaille, mit der Mannschaft gewann sie diesmal Silber. Mit der kanadischen Nationalmannschaft nahm sie 1998, 2000 und 2004 an Weltmeisterschaften teil. Sie wurde 1999 und 2003 kanadischer Landesmeister.

## Erfolge
- Vize-Panamerikameister: 2002
- Panamerikanische Spiele: 1 × Gold (Mannschaft 1999), 1 × Silber (Mannschaft 2003), 2 × Bronze (Einzel 1999 und 2003)
- Kanadischer Meister: 2 Titel (1999, 2003)